# Diplacina bolivari
Diplacina bolivari is een libellensoort uit de familie van de korenbouten (Libellulidae), onderorde echte libellen (Anisoptera).
De wetenschappelijke naam Diplacina bolivari is voor het eerst geldig gepubliceerd in 1882 door Selys.